# Антонин Щекер
Антонин Щекер (на чешки: Antonin Stecker) е чешки пътешественик, изследовател на Африка.

## Ранни години (1855 – 1880)
Роден е на 19 май 1855 година в Космоноси, Австрийска империя (днес Чехия), в семейството на чиновник в текстилна фабрика. Учи в гимназия в Млада Болеслав, а през 1877 г. завършва биология в Карловия университет в Прага. Продължава обучението си в Университета на Хайделберг.

## Експедиционна дейност (1880 – 1883)
През 1880 – 1881 участва в експедицията на Герхард Ролфс и след неговото заминаване продължава изследванията в Етиопия. През 1881 подробно изследва езерото Тана (3100 – 3600 км2) в Етиопия, като след неговите геодезически измервания езерото придобива съвременните си очертания.
През 1882 тръгва от Годжам на юг, пресича река Абай (Сини Нил) и прониква в областта между левите ѝ притоци – реките Гудер и Финджар, където попада в центъра на военни действия. Арестуван е от една от страните в съмнение за шпионаж за другата страна, но скоро е освободен. Изследва вододела между реките Гудер, Аваш и Омо. Първи от европейците посещава езерото Звай (8°00′ с. ш. 38°50′ и. д. / 8° с. ш. 38.833333° и. д.) (преди него е открито и видяно отдалеч от Антонио Чеки) в Централна Етиопия и на юг от него открива солените езера Абията, Лангана (7°35′ с. ш. 38°50′ и. д. / 7.583333° с. ш. 38.833333° и. д.) и Шала и в средата на 1883 се завръща в Масауа, като на обратния път посещава някои от още не посетените от европейците райони в източните части на Етиопската планинска земя.

## Смърт (1888)
Умира от туберкулоза на 15 април 1888 година в Млада Болеслав на 32-годишна възраст.